# Flag of Hate
Flag of Hate ist die erste EP der deutschen Thrash-Metal-Band Kreator.

## Entstehung
Flag of Hate erschien ursprünglich auf Kreators Debüt Endless Pain, wurde für die EP jedoch neu aufgenommen. Diese wurde 1986 im Phoenix Studio in Bochum aufgenommen und von Ralf Hubert produziert. Als Executive Producer wird Karl-U. Walterbach angegeben. Die Band selbst war mit der Produktion „völlig unzufrieden“. Die EP sollte zur Tournee der Band erscheinen und wurde entsprechend von Noise Records zusammen mit dieser beworben. Flag of Hate kam noch vor der Tournee mit Destruction und Rage heraus.
Die US-Pressung von Combat Records und die von Combat und Noise Records veröffentlichte Kassette enthalten außerdem Endless Pain, Tormentor und Total Death von Endless Pain.
Die Lieder der EP erschienen außerdem auf Wiederveröffentlichungen des Albums Pleasure to Kill.

## Titelliste
1. Flag of Hate – 3:56 (Fioretti/Petrozza)
2. Take Their Lives – 6:26 (Petrozza)
3. Awakening of the Gods – 7:33 (Petrozza)

## Musikstil
Eduardo Rivadavia von Allmusic beschreibt das Titellied als „schnell und wütend“, die beiden anderen Stücke als eher „langgezogen“ und komplex. Martin Popoff bezeichnete in seinem Buch The Collector’s Guide of Heavy Metal Volume 2: The Eighties die Musik als eine Mischung aus Thrash Metal im Stil von Sodom und Razor in einer halsbrecherischen Geschwindigkeit.

## Rezeption
Oliver Klemm vom Metal Hammer bezeichnete Flag of Hate als „gelungene Maxi“. Die Neuaufnahme auf der A-Seite sei besser als die Version von Endless Pain, Take Their Lifes könne „mühelos dem Niveau des letzten Longplayers ‚Pleasure To Kill‘ standhalten“ und werde von Awakening of the Gods übertroffen, das „zweifelsohne das Beste“ sei, „was Mille & Co. bislang verbrochen haben und somit eine ‚6‘ für diese harte Scheibe mehr als rechtfertigt. Weiter so!“ Holger Stratmann vom Rock Hard schrieb in seiner Rezension ausschließlich: „Alle KREATOR-Fans können aufatmen. Eure Gruppe ist nicht kommerzieller geworden!“ Eduardo Rivadavia zufolge hätten alle drei Stücke auch auf das zuvor veröffentlichte Album Pleasure to Kill gepasst, sodass die gemeinsame Wiederveröffentlichung Sinn ergebe. Nocturno Culto von Darkthrone und Sarke zählt Flag of Hate als Klassiker des Black Metal auf. Er habe diese EP „wegen des Gitarrensounds und der Riffs genannt. Come on! Jede zweite Black-Metal-Band versucht bis heute, diesen Gitarrensound zu kopieren! Erfolglos, natürlich. Gleiches gilt übrigens auch für die frühen Voivod-Alben, die allesamt brillant sind.“